# Siegfried Brugger
Pour les articles homonymes, voir Brügger.
Siegfried Brugger (né le 22 mai 1953 à Trente) est un homme politique italien, de la Südtiroler Volkspartei (SVP) qui représente la minorité germanophone. Il préside le groupe mixte à la Chambre des députés (Italie) depuis le 5 mai 2008 (XVIe législature) et également lors de la XVe législature.
Diplômé en droit, c'est un avocat spécialisé en droit civil et droit administratif. Élu dans la circonscription VI (Trentin-Haut-Adige) depuis 2008, il a déjà été candidat pour les législatures XII, XIII, XIV et XV.
Il a été secrétaire de la SVP de 1992 à 2004 : il a contribué au rapprochement de la SVP à l'Olivier puis à l'Union (centre-gauche). Député depuis 1994, il devient vice-président du groupe mixte en 2006. Lors de l'élection présidentielle italienne de 2006, il obtient douze voix lors du premier tour et onze au second.